# Berzo Demo
Pour les articles homonymes, voir Berzo.
Berzo Demo est une commune italienne de la province de Brescia, dans la région Lombardie.

## Fêtes, foires, traditions
Le 28 juin, veille des saints Pierre et Paul, les villageois mettent un blanc d'œuf dans une bouteille qu'ils laissent à l'air libre jusqu'au lendemain matin ; l'albumine coagulée en filaments évoque alors les mats et la voilure d'un bateau, c'est la barque de saint Pierre.

## Administration
| Période                                  | Période      | Identité                 | Étiquette           | Qualité       |
| ---------------------------------------- | ------------ | ------------------------ | ------------------- | ------------- |
| 7 juin 1985                              | 14 juin 1999 | Guerino Angelo Ramponi   | DC et Liste Civique |               |
| 14 juin 1999                             | 14 juin 2004 | Pietro Sergio Baccanelli | Liste Civique       | Centre-gauche |
| 14 juin 2004                             | 26 mai 2014  | Corrado Mario Scolari    | Liste Civique       | Centre-droite |
| 26 mai 2014                              | actuellement | Giovan Battista Bernardi | Liste Civique       | Centre-gauche |
| Les données manquantes sont à compléter. |              |                          |                     |               |

### Communes limitrophes
Cedegolo, Cevo, Malonno, Paisco Loveno, Sellero, Sonico